# بقايا نجمية متراصة
بقايا نجمية متراصة أو مضغوطة (بالإنجليزية: Compact star) أو (بالإنجليزية: Stellar Remnants) البقايا النجمية تتكون عندما تموت النجوم، حيث تترك وراءها مخلفات عادة تكون اجسام معقدة ويطلق عليها عادة (الثقوب السوداء-النجوم النيوترونية-الأقزام السوداء- الاقزام البيضاء) وهذا يعتمد على الكتلة الأولية للنجوم وكيف كانت طريقة موتها

## قزم أبيض

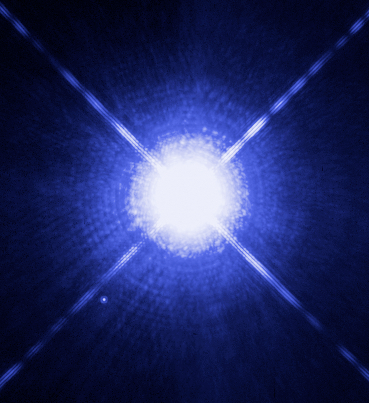
صورة التقطها تلسكوب هابل للنجمين الشعرى اليمانية أ والشعرى اليمانية ب. ويُرى الشعرى اليمانية ب، الذي هو قزم أبيض كنقطة خافتة بجانب الشعرى اليمانية أ شديد اللمعان.

القزم الأبيض (White dwarf)، وهو نوع من أنواع النجوم في مجرتنا مجرة درب التبانة، أو الطريق اللبني (Milky Way)، وله حجم صغير في حدود حجم الكوكب ولكن كثافته عالية، تصل إلى ألاف المرات كثافة الشمس. وألوانها ما بين اللون الأبيض والأصفر.
والأقزام البيضاء نجوم قليلة اللمعان في السماء وبالرغم من كونها داكنة وصغيرة الحجم كحجم كوكب الزهرة، فهي تحوي كثافة مادية عالية جدا. وهذه المادة في داخل القزم الأبيض مكدسة بشكل مضغوط حيث تكون كثافة السنتيمتر المكعب ما بين طن إلى عشرة أطنان من المادة تقريبا، ويرجع السبب إلى أن نجوم الأقزام البيضاء لا تولد الطاقة النووية، إذ انها تبدأ بنجم عادي وتنتهي حياته في هيئة القزم الأبيض. يكون النجم قد استنفذ معظم الهيدروجين فيه ويتوقف الاندماج النووي فينكفئ على نفسه وتتكدس كل كتلته في قلبه الذي يصبح شديد الكثافة.
تعتبر الأقزام البيضاء نجوما تحتضر وسطوحها ساخنة بدرجة غير اعتيادية، بسبب انكفائها على نفسها تحت تأثير الجاذبية، وهي تفقد حرارتها رويدا رويدا عن طريق الإشعاع.

## القزم الأسود
القزم الأسود أو القزم المعتِم هو بقايا نجم ينشأ عندما يبرد القزم الأبيض بشكل كبير ولا يرسل حرارة أو ضوء لمسافة كبيرة. وقدر الزمن اللازم لتحول القزم الأشعل إلى قزم معتِم بأنه أكبر من عمر الكون الحالي والمقدر 13.7 مليار سنة. لذلك لا يتوقع وجود أقزام معتِمة في الكون حالياً. وتحدد درجة حرارة أبرد قزم أشعل عمر الكون. ينتج القزم الأشعل من بقايا نجم متوسط أو صغير الكتلة من النسق الأساسي (كتلته أقل من 9-10 مرات من كتلة الشمس، ويتم هذا التحول بعد استهلاك وانصهار جميع العناصر التي لديها حرارة احتراق عالية..

رسم توضيحي ل نباض ، ويعتقد وجود نجم نيوتروني في وسطه. كما تبين خطوط المجال المغناطيسي، ونفاثاتي اطلاق الطاقة في هيئة مخروكين ضيقين.

## النجوم النيوترونية
النجم النيوتروني (بالإنجليزية: Neutron Star) هو جرم سماوي ذو قطر متوسط يقدر بحوالي 20 كم وكتلته تتراوح ما بين 1,44 و 3 كتلة شمسية، وهو نوع من البقايا ينتج عن الانهيار الجاذبي لنجم ضخم في مستعر أعظم من نوع: "II" أو "Ib" أو "Ic". يتكون هذا النجم بشكل خاص من مادة مكونة من النيترونات، وكثافته كبيرة فقد تصل إلى أكثر من {\displaystyle 10^{1}2} في مركزه، أي أن سنتيمترا مكعباً من هذه المادة يعادل كيلومتراً مكعباً من الجليد ذو كثافة 1 غرام لكل سنتيمتر مكعب. والنجم النيوتروني يتمتع بخصائص أخرى غير كثافته الكبيرة، مثل الحقل المغناطيسي المحيط به، ودرجة حرارته العالية.
- بعد نفاذ الوقود الذري في النجم وهو عنصر الهيدروجين تتغلب قوى الجذب في النجم على قوى التشتت، وتنقلب مناطقه الغازية الخارجية لتصب في الداخل، وتزيد كثافة النجم شيئاً فشيئاً بتزايد انكماش الذرات داخله تحت تأثير الجاذبية. ويظل انكماش الذرات داخله مع فقدانه المتزايد للحرارة، حتي يأتي الوقت الذي تبتلع فيه نوى الذرات الإلكترونات المحيطة بها، وشيئاً فشيئاً يُصبح النجم عبارة عن نواة واحدة عظيمة الكبر، وبامتصاص البروتونات للإلكترونات تتحول بالتفاعل النووي إلى نيوترونات، وتصبح كل تلك المادة الغريبة للنجم مادة النيوترونات. ولهذا يسمى النجم النيوتروني.
- يحدث هذا التحول للنجوم حيث تنقلب إلى نجوم نيوترونية عندما تكون كتلتها في الحدود بين 44و1 و 3 كتلة شمسية. أما إذا كانت كتلة النجم أكبر من هذا الحد، فإن النجم يتحول في آخر عمره إلى ثقب أسود.

## الثقوب السوداء

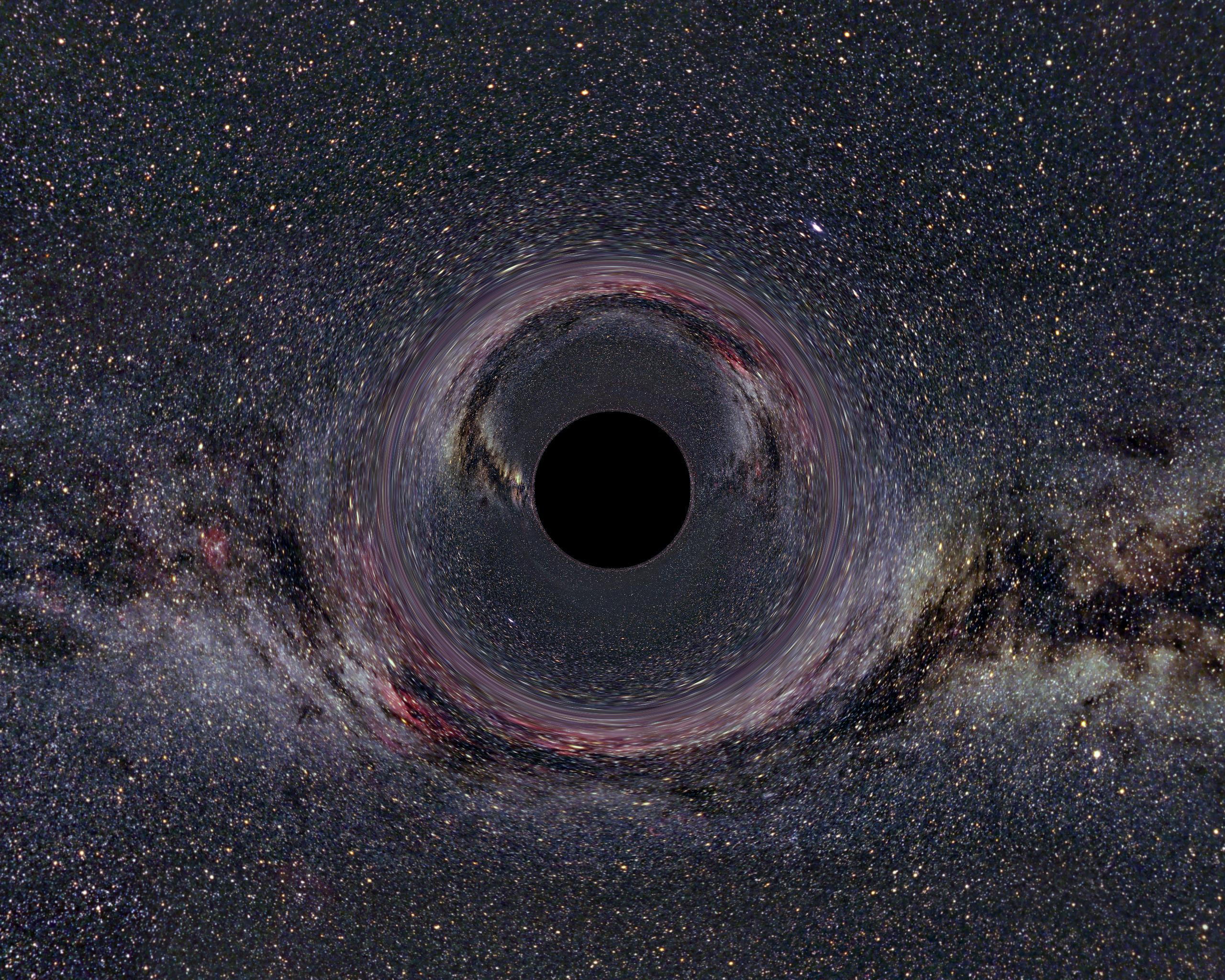
رسم خيالي لثقب أسود تتشوه حوله صور النجوم التي وراءه.

الثقب الأسود هو منطقة في الفضاء حيث سحب الجاذبية كبير للغاية حتى الضوء لا يستطيع الخروج. خطورة هي قوية جدا لأنه قد تم تقلص النظر في مساحة صغيرة. هذا يمكن أن يحدث عندما نجم يحتضر.
لا يستطيع الناس رؤية الثقوب السوداء. فهي غير مرئية. يمكن التلسكوبات الفضائية مع أدوات خاصة تساعد على إيجاد الثقوب السوداء. يمكن للأدوات خاصة نرى كيف النجوم التي هي قريبة جدا من الثقوب السوداء تعمل بشكل مختلف عن نجوم أخرى.
لا تدع الاسم يخدعك: ثقب أسود ليس عبارة عن مساحة فارغة. بدلا من ذلك، هو كمية كبيرة من المواد معبأة في مساحة صغيرة جدا - بعض الثقوب السوداء يعتقد انها عبارة نجم ضخم حوالى عشر مرات أكثر ضخمة من الشمس من تقلص إلى مجال قطره يساوي تقريبا مدينة نيويورك. والنتيجة هي مجال جاذبية فائق القوة

## النجوم الغريبة

### نجم كواركات

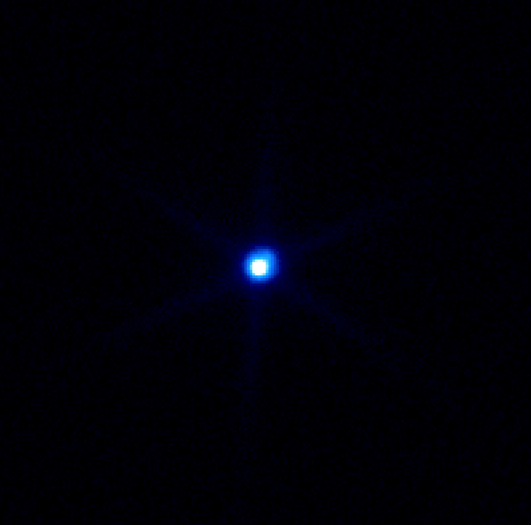
النجم RX J1856.5-3754 من المحتمل أن يكون نجما كواركيا.

نجم كواركات في علم الفلك (بالإنجليزية: Quarkstar) هي حالة قرب نهائية من عمر نجم تفترضها نظرية فيزيائية حيث تنتهي بتكوّن ثقب أسود.
مع استمرا استهلاك النجم لوقودة النووي من الهيدروجين الذي يستهلكة أندماج نووي|بالاندماج النووي وضياع القوى الداخلية الناشئة عن الحرارة العالية في باطن النجم تبدأ قوى الجاذبية في التغلب وتعمل على ضغط مادة النجم ضغطا شديدا. وبحسب كتلة النجم تكون تطوره بعد ذلك، فإذا كانت كتلة النجم أصغر من 4و1 من كتلة الشمس فإن النجم يتحول إلى قزم أبيض، وإذا كانت كتلة النجم بين 4و1 ونحو 10 أضعاف كتلة الشمس فيكون مصير النجم تكوين نجم نيوتروني، وإذا كانت كتلة النجم أكبر من نحو 10 أضعاف كتلة الشمس فإن النجم ينتهي في صورة ثقب أسود أو مستعر أعظم أو حالة افتراضية يسمى نجم كواركات.
حتى الآن لم تبين المشاهدات الحالة الافتراضية النظرية لإمكانية تكثف المادة النيوترونية التي تكون نجم نيوتروني في صورة نجم كواركات. وطبقا للنظرية تكون كثافة المادة قد وصلت إلى حالة تفقد فيها النيوترونات خصائصها وتتأثر الكوركات مع بعضها البعض مباشرة. ويعتبر اكتشاف نجم كواركات بالغ الصعوبة حيث ان صفاته تماثل إلى حد كبير صفات النجم النيوتروني.